# Miquel Masoliver
Masoliver  Valdivieso est un nom espagnol. Le premier nom de famille, en général paternel, est Masoliver ; le second, en général maternel, souvent omis, est Valdivieso.
Miquel Masoliver Valdivieso, né le 17 janvier 1978 à Vic (Catalogne), est un joueur espagnol de hockey.
Il était membre de la sélection catalane, qui a participé à la Copa America en 2007.

## Palmarès

### CP Vic
- 1 Coupe CERS (2000/01)
- 2 Coupes du roi / Coupes espagnole (1999 et 2010)

### FC Barcelone
- 4 Coupes d'Europe (2003/04, 2004/05, 2006/07, 2007/08)
- 2 Coupes Intercontinentale (2006, 2008)
- 5 Coupes Continentale (2003/04, 2004/05, 2005/06, 2006/07, 2007/08)
- 3 Super coupes espagnoles (2003/04, 2004/05, 2006/07)
- 6 OK ligues / ligues espagnoles (2003/04, 2004/05, 2005/06, 2006/07, 2007/08, 2008/09)
- 2 Coupes du roi / Coupes espagnoles (2005, 2007)